# Jonas Andersson i Linköping
Jonas Peter Andersson, i riksdagen kallad Jonas Andersson i Linghem, född 4 oktober 1989 i Husby-Rekarne församling, Södermanlands län, är en svensk politiker (sverigedemokrat). Han är ordinarie riksdagsledamot sedan 2018, invald för Östergötlands läns valkrets.

## Biografi
Andersson växte upp i Eskilstuna och gick naturvetenskapsprogrammet på Rinmangymnasiet där. Efter avslutade gymnasiestudier flyttade Andersson till Linköping för att studera vid universitetet, där han avlade filosofie kandidatexamen i statsvetenskap.
Andersson var fram till Januari 2023 ordförande för Sverigedemokraterna i Linköping och är sedan 2010 ledamot av Linköpings kommunfullmäktige samt ledamot av regionfullmäktige i region Östergötland.
Han är riksdagsledamot sedan valet 2018. I riksdagen är Andersson ledamot i kulturutskottet sedan 2018 och har varit suppleant i bland annat EU-nämnden.
I oktober 2018 avslöjade Expressen att Andersson 2010 skulle ha uttryckt sig rasistiskt på webbplatsen Politiskt Inkorrekt. Partiledningen genomförde samtal med Andersson, som uttryckte ånger och bad om ursäkt för det inträffade.